# Chatal
Chatal ist ein osttimoresischer Ort im Suco Odomau (Verwaltungsamt Maliana, Gemeinde Bobonaro). Er liegt im Nordwesten der Aldeia Anahun, auf einer Meereshöhe von 772 m. Die Häuser liegen an der Überlandstraße von Maliana nach Bobonaro, die hier langsam in Richtung des Gebirgszugs des Lolo Tumisiris ansteigt. Quellflüsse des Bulohos, eines Zuflusses des Nunuras, trennen Chatal von seinen Nachbarorten Anahun im Osten und Galusapulu im Westen.